# إسحاق بيرس
إسحاق بيرس (بالإنجليزية: Isaac Pearce)‏ هو لاعب كرة قدم بريطاني في مركز الهجوم، ولد في 27 أكتوبر 1998 في برستل في المملكة المتحدة. لعب مع فوريست غرين ونادي فولهام.